# Cazzano di Tramigna
Cazzano di Tramigna é uma comuna italiana da região do Vêneto, província de Verona, com cerca de 1.301 habitantes. Estende-se por uma área de 12,25 km², tendo uma densidade populacional de 108 hab/km². Faz fronteira com Colognola ai Colli, Illasi, Montecchia di Crosara, San Giovanni Ilarione, Soave, Tregnago.

## Demografia
| Variação demográfica do município entre 1861 e 2011                               |
|                                                                                   |
| Fonte: Istituto Nazionale di Statistica (ISTAT) - Elaboração gráfica da Wikipedia |